# 路易吉·贝尔托利尼
路易吉·贝尔托利尼（義大利語：Luigi Bertolini，1904年9月13日—1977年2月11日），意大利男子足球运动员，场上位置是中场。他曾代表意大利国家队参加1934年国际足联世界杯，结果获得冠军。